# Carmichael-Zahl

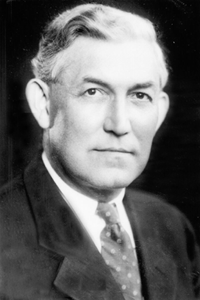
Robert Daniel Carmichael, circa 1920

Carmichael-Zahlen sind fermatsche Pseudoprimzahlen zu teilerfremden Basen. Fermatsche Pseudoprimzahlen sind natürliche Zahlen, die wie Primzahlen aussehen, aber keine sind, denn sie genügen dem lange Zeit gültigen Primzahltest, dem 1640 aufgestellten kleinen fermatschen Satz. Carmichael-Zahlen sind das Produkt von mindestens drei Primzahlen (Primfaktorzerlegung), davon keine doppelt. Die kleinste Carmichael-Zahl ist die Zahl 561 = 3·11·17.
Carmichael-Zahlen spielen eine Rolle bei der Analyse von Primzahltests. Zum Beispiel lässt sich mit ihnen das auf Primzahlen basierende RSA-Kryptosystem umgehen.
Sie sind benannt nach dem Mathematiker Robert Daniel Carmichael, der sie 1910 beschrieben hat.

## Definition
Definition

Eine zusammengesetzte natürliche Zahl {\displaystyle n} heißt Carmichael-Zahl, falls für alle zu {\displaystyle n} teilerfremden Zahlen {\displaystyle a,} hier „Basis“ genannt, die folgende Kongruenz erfüllt ist:
{\displaystyle a^{n-1}\equiv 1{\pmod {n}}} .
Beispiel

{\displaystyle n:=561=3\cdot 11\cdot 17} ist die kleinste Carmichael-Zahl.
Für alle Basen {\displaystyle a,} die keinen Primfaktor mit {\displaystyle n} gemeinsam haben, gilt nämlich {\displaystyle a^{n-1}\equiv 1{\pmod {n}}}.
561 ist durch 3, 11, 17, 33, 51 und 187 teilbar. Für diese Teiler gilt die Kongruenz jedoch nicht:
3560 ≡ 375 mod 561, 11560 ≡ 154 mod 561, 17560 ≡ 34 mod 561 usw.

## Eigenschaften
Jede Carmichael-Zahl ist quadratfrei und das Produkt mindestens dreier Primzahlen.
Zwar gibt es Methoden zur Erzeugung von Carmichael-Zahlen, aber es ist problematisch – gerade bei großen Zahlen – zu erkennen, ob es sich bei einer Zahl um eine Carmichael-Zahl handelt. Diese Schwierigkeit haben die Carmichael-Zahlen mit den Primzahlen gemeinsam. In der Praxis wird das Unterscheiden einer unzerlegten Carmichael-Zahl von einer Primzahl dadurch erleichtert, dass es keine starken Carmichael-Zahlen gibt. Man kann zu jeder Carmichael-Zahl {\displaystyle n} stets eine teilerfremde Basis {\displaystyle a} finden, so dass die Primzahleigenschaft {\displaystyle a^{(n-1)/2}\equiv \left({\tfrac {a}{n}}\right){\pmod {n}}} (unter Verwendung des Jacobi-Symbols und der Schreibweise für Kongruenz) verletzt ist.

## Satz von Korselt
Bereits im Jahr 1899 bewies Alwin Reinhold Korselt folgenden Satz:
Eine natürliche Zahl {\displaystyle n} ist genau dann eine Carmichael-Zahl, wenn sie nicht prim und quadratfrei ist und für alle ihre Primteiler {\displaystyle p} gilt, dass {\displaystyle p-1} die Zahl {\displaystyle n-1} teilt.
Verschärfung

Aufgrund der Identität {\displaystyle n-1={\frac {n}{p}}-1+(p-1){\frac {n}{p}}} gilt für jeden Primteiler {\displaystyle p} einer natürlichen Zahl {\displaystyle n}:
{\displaystyle n-1\equiv {\frac {n}{p}}-1{\pmod {p-1}}.}
Somit lässt sich der zweite Teil von Korselts Satz auch formulieren als:
Eine Zahl {\displaystyle n} ist genau dann eine Carmichael-Zahl, wenn für jeden ihrer Primteiler gilt: {\displaystyle p-1} teilt {\displaystyle {\frac {n}{p}}-1}.
Dank dem Satz von Korselt ist es einfach, eine Carmichael-Zahl zu erkennen, wenn man ihre Primfaktorzerlegung kennt. Carmichael hat dann 1910 mit 561 die erste Zahl gefunden, die den Eigenschaften des Satzes von Korselt entspricht.

## Menge der Carmichael-Zahlen

### Unendliche Anzahl
Paul Erdős vermutete bereits 1956, dass es unendlich viele Carmichael-Zahlen gibt, und dass für ihre Anzahl {\displaystyle C(x)} unterhalb einer Schranke {\displaystyle x} kein Exponent {\displaystyle a<1} existiert mit {\displaystyle C(x)<x^{a}} bei beliebig großem {\displaystyle x}. Das haben jedoch erst Carl Pomerance, William Robert Alford und Andrew Granville im Jahr 1994 bewiesen. Ihr Beweis liefert die untere Abschätzung der Anzahlfunktion {\displaystyle C(x)>x^{2/7}} für alle hinreichend großen {\displaystyle x}. Die Anzahl der Carmichael-Zahlen wächst also asymptotisch.
Glyn Harman verbesserte dieses Ergebnis im Jahr 2005 zu {\displaystyle C(x)>x^{0.33}} für hinreichend große {\displaystyle x}. Rechnungen bis {\displaystyle x=10^{15}} legen ein Wachstum mit der unteren Abschätzung {\displaystyle x^{1/3}} nahe, so dass Daniel Shanks überzeugt war, {\displaystyle x^{1/2}} sei eine sehr sichere obere Abschätzung für die Anzahlfunktion. Er ließ sich jedoch durch Diskussion mit den genannten Autoren davon überzeugen, dass die Vermutung von Erdös der wahren Asymptotik entsprechen könnte.
Im Jahre 2002 publizierten Granville und Pomerance eine Analyse der Verteilung der Carmichael-Zahlen anhand weiterer plausibler und begründeter Vermutungen, die ein Ergebnis (keinen Beweis) sowohl entsprechend dem Argument von Erdős als auch im Einklang mit den empirischen Resultaten für kleine {\displaystyle x} lieferte und so den von Shanks hervorgehobenen scheinbaren Widerspruch auflöste.
2021 hat der Jugendliche Daniel Larsen gezeigt, dass in jedem Intervall zwischen {\displaystyle x} und {\displaystyle x+{\frac {x}{(\log x)^{\frac {1}{2+\delta }}}}} mindestens {\displaystyle e^{\frac {\log x}{(\log \log x)^{2+\delta }}}} für {\displaystyle \delta >0} und hinreichend große {\displaystyle x} verschiedene Carmichael-Zahlen existieren.

### Carmichael-Zahlen unter 100.000
Die Tabelle zeigt die Carmichael-Zahlen (Folge A002997 in OEIS) unterhalb 100.000 und bringt sie mit der Carmichael-Funktion {\displaystyle \lambda } und der Eulerschen {\displaystyle \varphi }-Funktion in Beziehung.
| Carmichael-Zahl {\displaystyle n} | Primfaktoren | {\displaystyle \lambda (n)} | {\displaystyle (n-1)/\lambda (n)} | {\displaystyle \varphi (n)} | {\displaystyle \varphi (n)/\lambda (n)} |
| --------------------------------- | ------------ | --------------------------- | --------------------------------- | --------------------------- | --------------------------------------- |
| 561                               | 3⋅11⋅17      | 80                          | 7                                 | 320                         | 4                                       |
| 1105                              | 5⋅13⋅17      | 48                          | 23                                | 768                         | 16                                      |
| 1729                              | 7⋅13⋅19      | 36                          | 48                                | 1296                        | 36                                      |
| 2465                              | 5⋅17⋅29      | 112                         | 22                                | 1792                        | 16                                      |
| 2821                              | 7⋅13⋅31      | 60                          | 47                                | 2160                        | 36                                      |
| 6601                              | 7⋅23⋅41      | 1320                        | 5                                 | 5280                        | 4                                       |
| 8911                              | 7⋅19⋅67      | 198                         | 45                                | 7128                        | 36                                      |
| 10585                             | 5⋅29⋅73      | 504                         | 21                                | 8064                        | 16                                      |
| 15841                             | 7⋅31⋅73      | 360                         | 44                                | 12960                       | 36                                      |
| 29341                             | 13⋅37⋅61     | 180                         | 163                               | 25920                       | 144                                     |
| 41041                             | 7⋅11⋅13⋅41   | 120                         | 342                               | 28800                       | 240                                     |
| 46657                             | 13⋅37⋅97     | 288                         | 162                               | 41472                       | 144                                     |
| 52633                             | 7⋅73⋅103     | 1224                        | 43                                | 44064                       | 36                                      |
| 62745                             | 3⋅5⋅47⋅89    | 2024                        | 31                                | 32384                       | 16                                      |
| 63973                             | 7⋅13⋅19⋅37   | 36                          | 1777                              | 46656                       | 1296                                    |
| 75361                             | 11⋅13⋅17⋅31  | 240                         | 314                               | 57600                       | 240                                     |

Der böhmische Mathematiker Václav Šimerka hat die ersten 6 Carmichael-Zahlen bereits 1885 gefunden, was jedoch unbemerkt geblieben ist.
Um eine Carmichael-Zahl zu erkennen, führt man entweder eine Faktorisierung durch, oder man wendet den kleinen fermatschen Satz auf die Zahl an, wobei man für die Basen, die nicht auf eine Primalität weisen und die bei Primzahlen nicht vorkommen, auf Teilbarkeit testen muss.

## Erzeugung von Carmichael-Zahlen

### Methode von Chernick
Jack Chernick fand 1939 ein relativ einfaches System, um Carmichael-Zahlen zu konstruieren:
Falls die drei Zahlen {\displaystyle 6m+1,12m+1} und {\displaystyle 18m+1} Primzahlen sind, so ist ihr Produkt {\displaystyle (6m+1)(12m+1)(18m+1)} eine Carmichael-Zahl.
Beispielsweise hat 1729 = 7·13·19 diese Struktur. Interessant ist, dass die Carmichael-Zahl 172081 = 31·61·91
die Bedingung „fast erfüllt“: 91 ist nicht prim, aber fermatsche Pseudoprimzahl zur Basis 3.

### Methode von Michon
Gérard Michon fand eine ähnliche Methode, um Carmichael-Zahlen zu konstruieren:
Wenn {\displaystyle m\equiv 326{\pmod {616}}} und die drei Zahlen {\displaystyle 7m+1,8m+1} und {\displaystyle 11m+1} Primzahlen sind, so ist ihr Produkt {\displaystyle (7m+1)(8m+1)(11m+1)} eine Carmichael-Zahl.
{\displaystyle m} muss dann durch 3 teilbar sein, da sonst einer der drei Faktoren durch 3 teilbar ist.

Beispiel: für {\displaystyle m=24966} sind die drei Zahlen {\displaystyle 174763,199729} und {\displaystyle 274627} prim und ihr Produkt ist eine Carmichael-Zahl.

Eine mit dieser Methode erzeugte Carmichael-Zahl mit 1000 Stellen ist
{\displaystyle (12936\cdot 10^{329}-59827428149)\cdot (14784\cdot 10^{329}-68374203599)\cdot (20328\cdot 10^{329}-94014529949).}

### Neuere Konstruktionen
Basierend auf einer Idee von Paul Erdős können mit Hilfe gruppentheoretischer Überlegungen und moderner Computer-Algorithmen weitaus größere Carmichael-Zahlen konstruiert werden. Im Juli 2012 wurde nach weitgehendem Ausreizen bereits bekannter Verfahren eine Carmichael-Zahl mit mehr als 10 Milliarden Primfaktoren und fast 300 Milliarden Dezimalstellen vorgestellt.